# Pairinh e Autmontelh
Pairin e Aut Montel (en francès Payrin-Augmontel) és un municipi francès situat al departament del Tarn i a la regió d'Occitània. Limita al nord-oest amb Val Durenca, al nord amb Nòstra Dama de Noalhac, a l'oest amb Caucalièira, a l'est amb Pont de Larn i al sud amb Aussilhon i Aigafonda.

## Demografia
| 1962                                       | 1968  | 1975  | 1982  | 1990  | 1999  | 2007  |
| ------------------------------------------ | ----- | ----- | ----- | ----- | ----- | ----- |
| 1.126                                      | 1.208 | 1.452 | 1.752 | 2.028 | 2.002 | 2.145 |
| Des de 1962: població sense dobles comptes |       |       |       |       |       |       |

## Administració
| Període   | Identitat        | Partit |
| --------- | ---------------- | ------ |
| 1989-2008 | Jean-Louis Henry | PS     |
| 2008-     | Alain Vaute      |        |